# Alessandro D'Anna
Alessandro D'Anna (Palermo, 1746 – Napoli, 15 settembre 1810) è stato un pittore e decoratore italiano, figlio del più noto artista Vito D'Anna.

## Biografia
Nato a Palermo dal matrimonio di Vito D'Anna con Luigia Sozzi, figlia di Olivio Sozzi, crebbe artisticamente al fianco del padre e di Alessandro Vasta.
È conosciuto per i suoi quadri di paesaggi e le sue vedute e per le sue gouache di costumi tradizionali napoletani. Nella sua pittura usava toni accesi e marcava accuratamente i personaggi.
Dagli anni ottanta del XVIII secolo si trasferì definitivamente a Napoli.

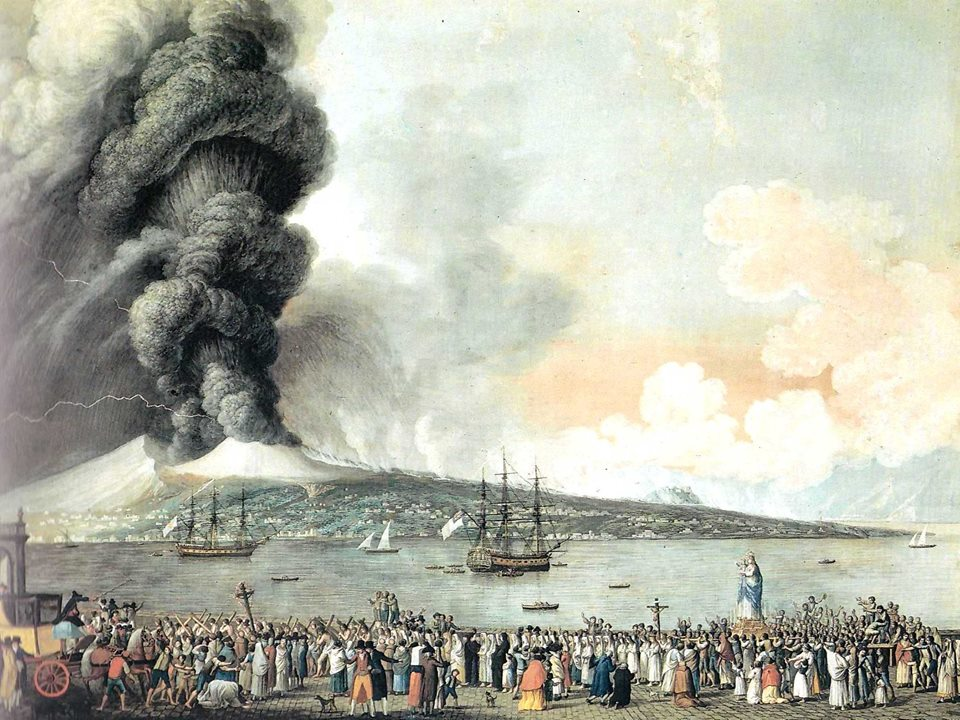
Eruzione del Vesuvio del 1794, con la processione dell'Immacolata

## Opere

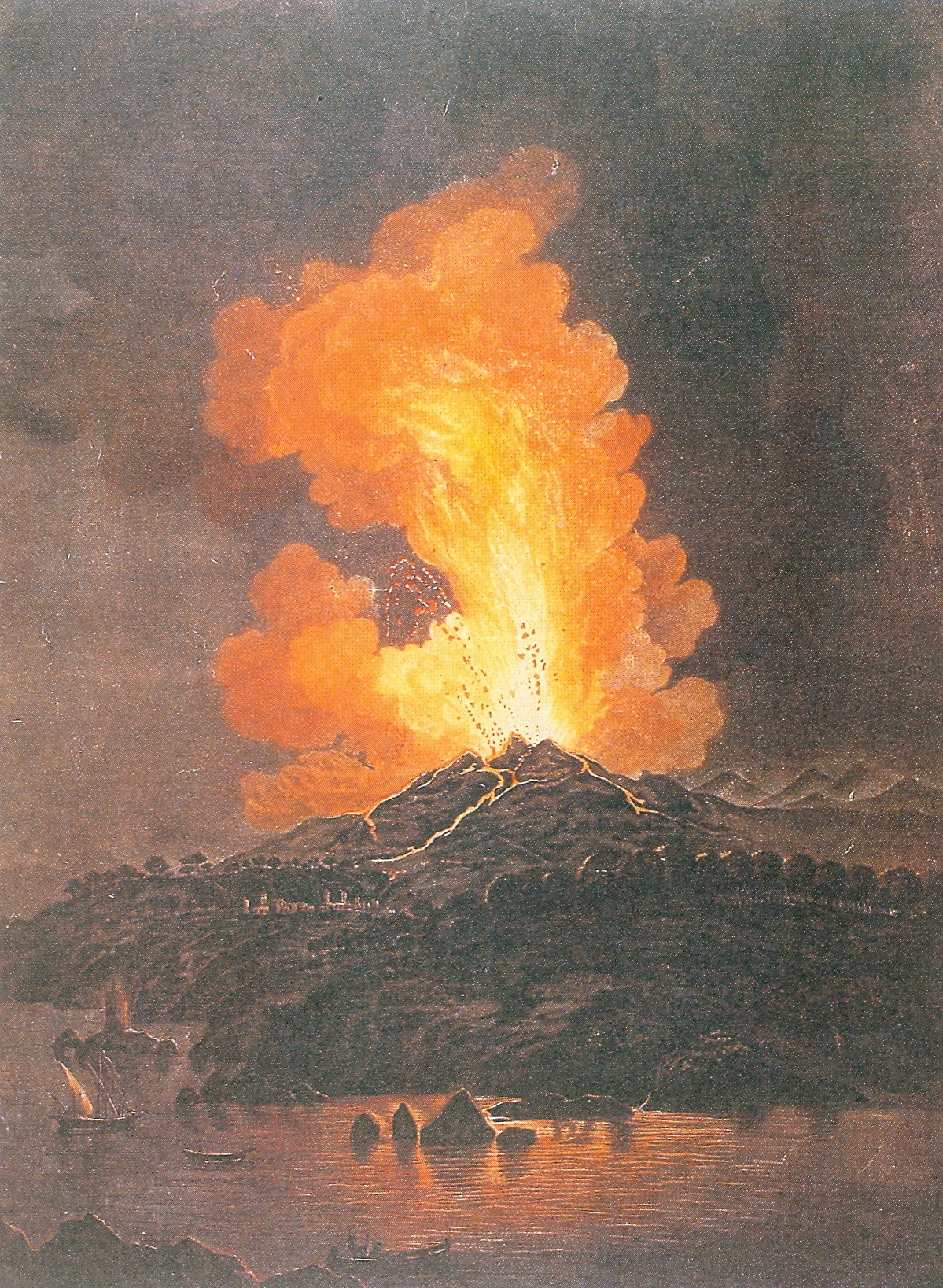
Eruzione dell'Etna del 1766

- Eruzione dell'Etna del 1766, 1770, incisione colorata.
- Sfilata di carri allegorici a Napoli, 1774.
- Eruzione del Vesuvio dell'8 agosto 1779 con la processione dell'Immacolata.
- Donna di San Tammaro (o Donna Tammarese), 1785, olio su tela, Palazzo Pitti, Firenze: rappresenta la donna di S. Tammaro (Donna Tammarese). La donna è vestita in abito tradizionale da festa e accanto c'è un ragazzo seduto su una roccia con un cagnolino. Gli abiti della donna e del ragazzo sono tipici della tradizione contadina, il pittore non si limitò a disegnare la donna e il ragazzo ma sullo sfondo raffigurò la chiesa parrocchiale di San Tammaro (non corrispondente a quella di oggi). Oltre che nel quadro la donna tammarese fu raffigurata anche in alcune porcellane.
- Festa in una locanda a Mergellina, 1790.
- Dal 1786 al 1789 realizzò con il fratello Olivio una serie di costumi popolari di Napoli, poi incisi nel 1791.
- Uomo dell'Abruzzi, gouache, 220 cm x Nombre 175 cm.
- Veduta del lago di Celano, nell'Apruzzo, realizzato nel 1795 (Museo delle belle arti di Budapest)
- Poltroneria di Napoli, coppia di tondi.
- Donna di Venafri.
- Donna di Traetto vista da Garigliano.
- Donna di Smaria di Capua.
- Ritratto di giovane donna con ramo.
- L'ultima opera firmata, Festa napoletana, risale al 1796.

- XVIII secolo, San Filippo Neri in Gloria e Santa Maddalena penitente, affreschi eseguiti nella Cappella di Santa Rosalia e di San Filippo Neri della chiesa di Santa Ninfa dei Crociferi di Palermo.
- 1766, Pace, Sapienza, Carità, Speranza, affreschi in collaborazione col padre Vito D'Anna, opere presenti nella chiesa di San Francesco di Paola di Palermo.
- 1766, Trionfo della Religione, affresco in collaborazione col padre Vito D'Anna, opera presente nella sacrestia della chiesa di San Francesco di Paola di Palermo.
- 1767, La Trinità e il Beato Nicola Saggio de' Longobardi, opera presente nella chiesa di San Francesco di Paola di Palermo.
- Tavola reale durante una caccia di Ferdinando IV di Borbone con borgo di Vairano Patenora, 1777, Reggia di Caserta
- Refezione reale dopo la caccia di Ferdinando IV di Borbone accanto ai ruderi di un borgo, 1777, Reggia di Caserta
- Caccia ai tempi di Ferdinando IV di Borbone, 1777, Reggia di Caserta
- Caccia alle folaghe di Ferdinando IV di Borbone, 1777, Reggia di Caserta
- Caccia di Ferdinando IV di Borbone, 1777, Reggia di Caserta
- Accampamento per tavola reale durante una caccia di Ferdinando IV di Borbone, 1777, Reggia di Caserta

### Acireale
- 1771, Ciclo, affreschi autografi con la dicitura "Alexander de Anna pinxit 1771", apparato decorativo realizzato nella Cappella di Gesù e Maria della basilica collegiata di San Sebastiano.
- XVIII secolo, Ciclo, affreschi, apparato decorativo realizzato nella Cappella del Santo Amore della basilica collegiata dei Santi Pietro e Paolo.

Alcune sue opere sono custodite presso la Biblioteca e pinacoteca Zelantea.